# Kluski
Kluski (en singular klusek) són d'un tipus de pasta sense farciment, cuinada únicament amb aigua bullent. Hi ha diversos tipus de kluski, segons la massa que es fa servir. Aquestes són algunes de les varietats més populars:
- Kluski śląskie (kluski de Silèsia): són boles petites de patata i farina, generalment de la mida d'una moneda, que s'elaboren cuites en una aigua bullent. Se solen servir amb una salsa densa. Llur característica és que perquè tenen un forat al mig.
- Kluski czarne (kluski negres), també coneguts com a kluski żelazne (kluski de ferro): és una varietat de pasta de Silèsia molt popular a l'Alta Silèsia. S'hi sol afegir a les patates picades i a la farina algun colorant.
- Kluski lane (kulski vessats): una varietat de kluski petits formats quan es vessen en aigua bullent, tenen en la massa una mica d'ou, i se solen servir en sopes.
- Kluski kładzione (kluski estesos): una varietat elaborada amb ous, llet i farina, estan formats per una mena de bola aixafada i després vessada en aigua, tenen la forma com d'una pastilla. Acostumen a tenir una massa més esponjosa.
- Kluski drożdżowe (kluski amb llevat): és una mena de kluski que s'elabora al vapor i és molt popular a la Gran Polònia.